# Kalksteinindustrie auf Öland
Die Kalksteinindustrie auf Öland bestand im Abbau und Verkauf aber auch in der Kalkbrennerei und der Oberflächenbearbeitung des Steins. Man polierte auf der schwedischen Insel Öland die roten und grauen Steine und verschiffte sie. Die Tätigkeiten waren eine ertragreiche Nebenbeschäftigung der öländischen Bauern.
Die Insel hatte insbesondere im Norden, reiche Kalksteinvorkommen, die leicht auszubeuten waren. Kalkstein wurde bereits in frühgeschichtlicher Zeit verbaut. Erste Steintransporte sind bereits für den Bau des Doms zu Lund (1103) belegt. Noch im 19. Jahrhundert gingen die Steine nach Stockholm und Kopenhagen, wo sie als Baumaterial für Fußböden, Treppen und Bürgersteige verwandt wurden.

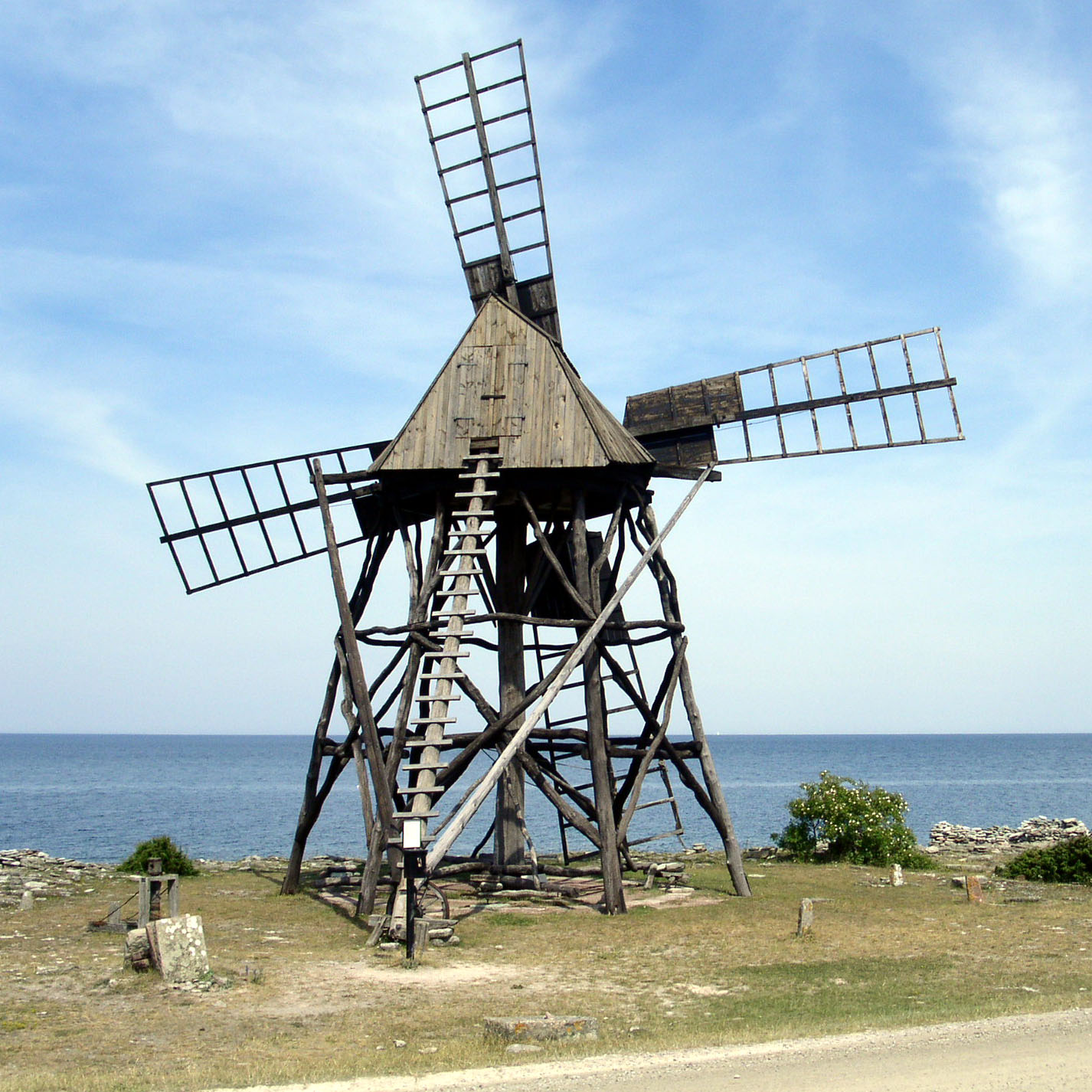
Die letzte Scheuermühle auf Öland

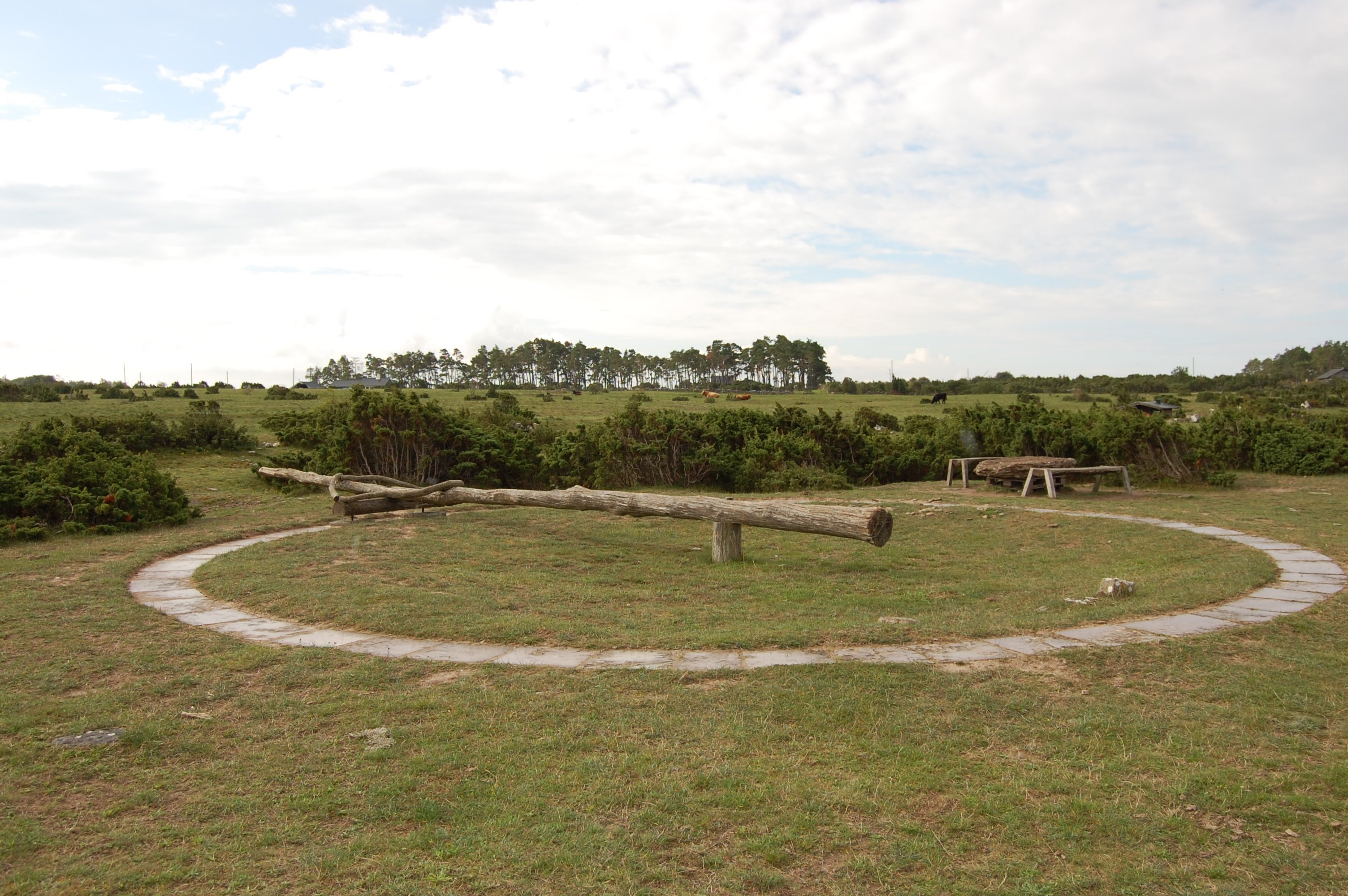
Scheuerwanderung in Jordhamn

## Scheuern in der Wanderung
Zur Kalksteinbearbeitung gehörte das Schleifen der Oberfläche, das so genannte „Scheuern“. Die Scheuerung genannte Methode wird um 1640 zum ersten Mal in Schriften erwähnt, wurde aber mit Sicherheit bereits früher praktiziert.
Die Scheuerung wurde zunächst mit Hilfe der so genannten Wanderung ausgeführt. Der rohe Steinblock wurde in Platten gehauen, um dann je nach Verwendungszweck in verschieden große Stücke geteilt zu werden. Bevor man die Platten zum Scheuern auslegte, wurden die gröbsten Unebenheiten abgehauen. Man legte ungefähr 60 Platten ringförmig auf den Boden. In der Mitte war ein Eichenpfahl eingerammt, von dem ein oder zwei Balken ausgingen. An den Balken, die von einem Pferd oder Ochsen im Kreis gezogen wurden, waren die Läufersteine befestigt, die gegen die im Ring ausgelegten Steine scheuerten. Als Schleifmittel wurden ständig Wasser und Sand zugegeben. Rund um den Scheuerplatz bildete sich der Scheuerlehm, der zum Mauern oder zum Ausbessern von Wegen verwandt wurde.
Als in der Wanderung gescheuert wurde, fiel der Abbau im Steinbruch, sowie der Transport und Verkauf, den Männern zu. Die Frauen besorgten meist das Hauen und Spalten der Platten und das Scheuern. Das Schleifergebnis einer Woche ergab bestenfalls zwei Sätze polierte Steine. Die letzte Wanderung geschah etwa im Jahre 1930.

## Scheuermühlen (Skurwerk)
Als die windgetriebenen Scheuermühlen aufkamen, ein für Öland wesentliches Ereignis wandte man beide Methoden parallel an. Die Einführung windgetriebener Scheuermühlen erfolgte zwischen 1850 und 1860. Der Schiffer und Bootsbauer Olof Peter Nilsson aus Högenäs bei Källa, wird als Erfinder dieser Mühlengattung angegeben. Die meisten Windkraftwerke ließen Kleinbauern erbauen. Ihre Wirksamkeit war weitaus höher, als die der Wanderung. Bei gutem Wind konnte man einen „Ring“ an einem Tag scheuern.
Bei Jordhamn, drei Kilometer nördlich von Sandvik, liegt die Scheuermühle Jordhamn, die einzige erhaltene Scheuermühle und die letzte erhaltene Scheuerwanderung. Zur Wende vom 19. zum 20. Jahrhundert gab es auf Öland ca. 30 Scheuermühlen.
Die Mühlen und die Wanderungen, wurden in den 1930er Jahren außer Betrieb genommen, da jetzt Schleifmaschinen die Arbeit übernahmen.

## Kalkbrennerei
Die Kalkbrennerei begann in großen Mengen im 14. Jahrhundert, als gemauerte Feuerstätten und Schornsteine allgemein üblich wurden. Die Verarbeitung von Kalkstein zu Kalk gehört zu den ältesten technischen Verfahren im Neolithikum. Die ältesten estrichartigen Böden stammen aus dem Bergtempel Göbekli Tepe in Anatolien und sind 11.000 Jahre alt. Kalk benötigte man um Kalkmörtel herzustellen. Mörtel ist ein Gemisch aus Sand, Wasser und gelöschtem Kalk als Bindemittel. Kalköfen verbrauchen viel Heizmaterial. Da Holz auf der Insel knapp war, heizte man mit Schiefer- oder Steinkohle, die man per Schiff zur Insel brachte.
In Källa gab es in der zweiten Hälfte des 19. Jahrhunderts zwei mit Steinkohle geheizte Kalköfen, wovon derjenige südwestlich von Nyby neben dem großen stillgelegten Steinbruch Vibrotten bis in unsere Tage bewahrt wurde. Nördlich von Bruddesta einem ehemaligen Fischerdorf am Kalmarsund befinden sich die beiden letzten auf Nordöland in Betrieb gewesenen Kalköfen. Die letzte Brennung wurde dort um 1918 vorgenommen. In Bruddesta liegt ein weiterer vom Heimatverein gepflegter Kalkofens zwischen den Fischerhütten.

## Der Ofen von Nyby
Der Ofen von Nyby wurde im Jahre 1868 gebaut und war bis 1874 in Betrieb. Er misst 4,5 × 5,5 m und ist bis zu einer Höhe von zwei Metern erhalten. Als Baumaterial dienten Kalksteinsplitter und Feldsteine. Die Außenmauern sind teilweise mit Kalkmörtel geschlämmt. Die Steine im Innern des Ofens sind porös und vom Feuer verwittert.

## Der Prozess
Zum Kalkbrennen, musste der Ofen wechselweise mit einer Schicht Brennstoff und einer Schicht Kalkstein „beschickt“ werden. Das Material wurde mit Schubkarren herangefahren. Nachdem die Zugänge zugemauert waren, wurde der Ofen angezündet. Der Brand dauerte zwei Wochen. Nach Erkalten des Ofens öffnete man ihn und der gebrannte Kalkstein wurden im nahegelegenen Schuppen mit Wasser „gelöscht“. Mit einem Sieb trennte man die ungelöschten von den gelöschten Steinen. Der gelöschten Kalk wurde vom Hafen in Källa, auf Schuten verladen und verschifft.